# 希臘同性婚姻
自2024年2月16日起，同性婚姻在希腊合法化。2023年7月，新民主党领导的连任政府宣布有意使同性婚姻合法化。立法于2024年2月1日提交希腊议会，并于2 月15日以175票对77票通过。该法案由总统卡特里娜·萨克拉罗普卢签署成为法律，并于2月16日在政府公报上公布后生效。希腊是欧盟第16个、欧洲第21个、世界上第36个允许同性伴侣结婚的国家。
希腊议会于2015年12月23日批准了承认同居协议、为同性伴侣提供部分婚姻权利和福利的立法，并于第二天在政府公报上公布生效。